# Batocera ushijimai
Batocera ushijimai es una especie de escarabajo longicornio del género Batocera,  subfamilia Lamiinae. Fue descrita científicamente por N. Ohbayashi en 1981.
Se distribuye por China. Mide 50-65 milímetros de longitud. El período de vuelo ocurre en el mes de mayo.